# Та, що породжує вогонь
«Та, що породжує вогонь» (англ. Firestarter) — роман американського письменника Стівена Кінґа 1980 року. Твір присвячено письменниці Ширлі Джексон.

## Сюжет
Ендрю "Енді" та Шарлін "Чарлі" МакҐі — батько і дочка, які змушені тікати від урядової організації, відомої як "Лавка" (The Shop). Під час навчання в коледжі Енді брав участь в експерименті Лавки, пов'язаному з речовиною "Лот 6" — наркотиком із галюциногенним ефектом, схожим на ЛСД. Препарат надав його майбутній дружині, Вікторії "Вікі" Томлінсон, незначні телекінетичні здібності, а самому Енді — телепатичну здатність до навіювання, яку він називає "поштовх" (the push). Обоє також набули телепатичних здібностей. Однак ці сили були фізіологічно обмежені: надмірне використання "поштовху" викликає у Енді сильні мігрені та мікрокрововиливи в мозку. Їхня донька Чарлі, натомість, розвинула небезпечно потужну пірокінетичну здатність — силу підпалювати речі силою думки.
Роман починається in medias res — Чарлі та Енді тікають від агентів Лавки в Нью-Йорку. Це чергова спроба урядової організації схопити їх після невдалого рейду в їхньому будинку в Огайо, в результаті якого Вікі загинула. Енді, отримавши телепатичний спалах, кидається додому, знаходить мертву дружину та дізнається, що Чарлі викрали. Слідуючи за викрадачами, він наздоганяє їх на зупинці, використовує "поштовх", щоб знешкодити агентів, і тікає з донькою. Вони починають кочове життя під вигаданими іменами, постійно змінюючи місце проживання, аби уникнути викриття.
Використовуючи здібності Енді та Чарлі, а також автостоп, вони втікають через Олбані, штат Нью-Йорк, і знаходять тимчасовий притулок у фермера Ірва Мендерса поблизу вигаданого міста Гастінгс-Ґлен. Однак агенти знову їх знаходять і намагаються вбити Енді та схопити Чарлі. На прохання батька Чарлі використовує свою силу, знищує ферму і вбиває кількох агентів. Вони тікають до вигаданого міста Ташмор, штат Вермонт, і ховаються в хатині, що належала дідові Енді.
Після провалу операції на фермі директор Лавки, капітан Джеймс "Кеп" Голлістер, залучає професійного вбивцю Джона Рейнберда — ветерана В’єтнаму та черокі за походженням. Рейнберд захоплюється силою Чарлі і одержимий бажанням спочатку стати її другом, а потім убити. Цього разу операція успішна — Енді та Чарлі захоплюють і доставляють до штаб-квартири Лавки в Лонгмонті, штат Вірджинія.
Їх розлучають: Енді занурюється в депресію, стає наркоманом і втрачає свої здібності. Чарлі відмовляється співпрацювати і не демонструє свої сили. Минає пів року, поки аварія з електрикою не стає переломним моментом. Енді, охоплений страхом і самопо-жалістю, відновлює свою силу. Тим часом Рейнберд, під виглядом прибиральника, входить у довіру до Чарлі.
Удаючи безсилим, Енді використовує "поштовх", щоб витягнути інформацію від психіатра. Під наглядом Рейнберда Чарлі починає демонструвати дедалі сильніші здібності. Після самогубства психіатра Енді штовхає Кепа, щоб спланувати втечу і зв’язатися з донькою. Рейнберд дізнається про план, але вирішує використати його у своїх цілях.
План спрацьовує: Енді та Чарлі возз'єднуються у сараї. Там же чекає і Рейнберд, готовий убити їх. Збожеволілий Кеп відволікає його, і Енді штовхає Рейнберда — той падає і ламає ногу. Перед смертю Рейнберд стріляє в Енді та Чарлі, але дівчинка розплавляє кулю на льоту, а потім підпалює Рейнберда і Кепа. Смертельно поранений, Енді просить доньку втекти і розповісти правду світу, аби уряд більше не міг чинити подібне. Після його смерті Чарлі в люті знищує сарай, працівників Лавки та військову техніку, яка прибула її зупинити.
Уряд приховує інцидент, назвавши його терористичною атакою. Лавка швидко відновлює діяльність і починає полювання на Чарлі, яка повернулася на ферму Мендерса. Обміркувавши все, вона вирушає до Нью-Йорка і вирішує звернутися до журналу Rolling Stone, як до неупередженого ЗМІ, щоб розповісти свою історію. На цьому книга закінчується.

## Герої
- Енді Макґі (англ. Andy McGee) — вчитель англійської мови та літератури, володіє даром навіювання. Батько Чарлі;
- Вікі Макґі (Томлінсон) (англ. Vicky McGee (Tomlinson)) — домогосподарка, дружина Енді, мама Чарлі. Володіє даром телекінезу;
- Чарлі Макґі (англ. Charlie McGee) — єдина дочка Енді та Вікі, володіє даром навіювання та пірокінезу;
- Джон Рейнберд (англ. John Rainbird) — співробітник Контори;
- Джеймс Голлістер (англ. James Hollister) — начальник Контори;
- Ірв Мендерс (англ. Irv Manders) — фермер, який прихистив Чарлі та Енді;
- Норма Мендерс (англ. Norma Manders) — дружина Ірва.

## Переклад українською
Вперше переклад українською з'явився у 2021 році у видавництві КСД у перекладі Анастасії Рогози.
- Стівен Кінг (2021). Та, що породжує вогонь. Переклад з англійської: Анастасія Рогоза. Харків: КСД. с. 512. ISBN 978-617-12-8930-7. {{cite book}}: Недійсний |nopp=n (довідка)[1]

## Екранізації
- Та, що породжує вогонь (1984)
- Та, що породжує вогонь 2: Розпалена знову (2002)
- Палійка (2022)